# Luigi Federico di Sassonia-Hildburghausen

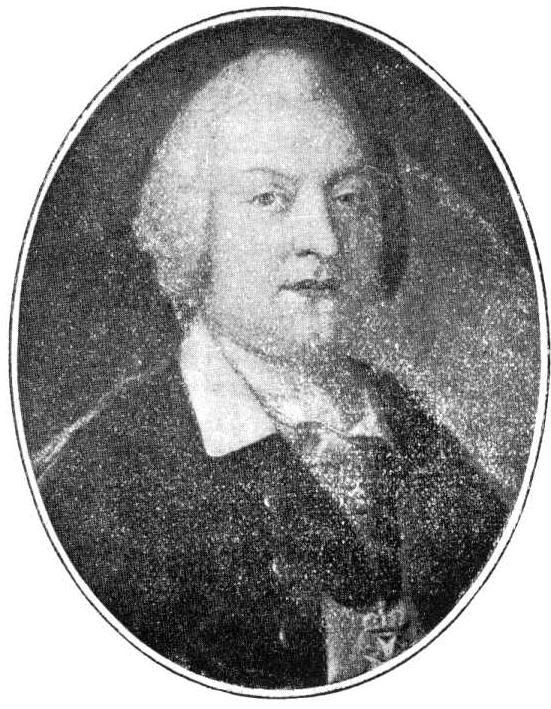
Luigi Federico di Sassonia-Hildburghausen

Luigi Federico di Sassonia-Hildburghausen (Hildburghausen, 11 settembre 1710 – Nimega, 10 giugno 1759) fu un principe e generale della Sassonia-Hildburghausen.

## Biografia
Era il sesto figlio del duca Ernesto Federico I di Sassonia-Hildburghausen e della consorte Sofia Albertina di Erbach-Erbach.
In gioventù entrò nell'esercito imperiale dove venne addestrato dal federmaresciallo Friedrich Heinrich von Seckendorff.
Nel 1738 venne nominato Generale Maggiore e l'anno dopo partecipò alla campagna contro i Turchi in Ungheria.
Due anni dopo lasciò il servizio imperiale per prendere servizio presso l'esercito bavarese, combattendo nella guerra di successione austriaca.
Nel 1742 la Baviera gli conferì il titolo di tenente feldmaresciallo.
L'imperatore Carlo VII gli affidò il Reggimento di Fanteria "Holnstein" e lo nominò nel 1743 generale feldmaresciallo.
Il principe Elettore Massimiliano III di Baviera nel 1745 lo promosse comandante di tutte le truppe bavaresi. Come tale, tra il 1746 e il 1748, continuò la guerra di successione austriaca combattendo in Olanda dove si trovava accampato il reggimento "Hildburghausen".
Nel 1748 si dimise dal servizio bavarese e fece ritorno alla sua città natale.
Il 4 maggio 1749 a Weikersheim sposò la principessa Cristiana Luisa di Schleswig-Holstein-Sonderburg-Plön,vedova del conte Alberto Luigi di Hohenlohe-Weikersheim, dalla quale non ebbe figli. Grazie alle rendite provenienti dagli Hohenlohe, fu possibile per Federico Luigi ricostruire il vecchio maniero a Hildburghausen. Tuttavia i lavori si rivelarono particolarmente costosi e dovette ricorrere a vari creditori. Non riuscendo a far fronte ai debiti, dovette lasciare di nuovo Hildburghausen e prese di nuovo servizio in Olanda dove venne nominato come governatore di Nimega. Non fece mai più ritorno in Sassonia morendo a Nimega nel 1759.

## Ascendenza
|                                               |                                       |                                                            | Genitori                                                    |  |  | Nonni |  |  | Bisnonni                                |  |  | Trisnonni                   |  |
|                                               |                                       |                                                            |                                                             |  |  |       |  |  | Ernesto I di Sassonia-Coburgo-Altenburg |  |  | Giovanni di Sassonia-Weimar |  |
|                                               |                                       |                                                            |                                                             |  |  |       |  |  | Ernesto I di Sassonia-Coburgo-Altenburg |  |  | Giovanni di Sassonia-Weimar |  |
|                                               |                                       | Dorotea Maria di Anhalt                                    |                                                             |  |  |       |  |  | Ernesto I di Sassonia-Coburgo-Altenburg |  |  |                             |  |
| Ernesto di Sassonia-Hildburghausen            |                                       |                                                            |                                                             |  |  |       |  |  | Ernesto I di Sassonia-Coburgo-Altenburg |  |  |                             |  |
|                                               |                                       | Elisabetta Sofia di Sassonia-Altenburg                     | Giovanni Filippo di Sassonia-Altenburg                      |  |  |       |  |  |                                         |  |  |                             |  |
|                                               |                                       | Elisabetta Sofia di Sassonia-Altenburg                     | Giovanni Filippo di Sassonia-Altenburg                      |  |  |       |  |  |                                         |  |  |                             |  |
|                                               |                                       | Elisabetta Sofia di Sassonia-Altenburg                     | Elisabetta di Brunswick-Wolfenbüttel                        |  |  |       |  |  |                                         |  |  |                             |  |
| Ernesto Federico I di Sassonia-Hildburghausen |                                       | Elisabetta Sofia di Sassonia-Altenburg                     |                                                             |  |  |       |  |  |                                         |  |  |                             |  |
|                                               |                                       | Giorgio Federico di Waldeck                                | Volrado IV di Waldeck                                       |  |  |       |  |  |                                         |  |  |                             |  |
|                                               |                                       | Giorgio Federico di Waldeck                                | Volrado IV di Waldeck                                       |  |  |       |  |  |                                         |  |  |                             |  |
|                                               |                                       | Giorgio Federico di Waldeck                                | Anna di Baden-Durlach                                       |  |  |       |  |  |                                         |  |  |                             |  |
| Sofia Enrichetta di Waldeck                   |                                       | Giorgio Federico di Waldeck                                |                                                             |  |  |       |  |  |                                         |  |  |                             |  |
|                                               |                                       | Elisabetta Carlotta di Nassau-Siegen                       | Guglielmo di Nassau-Siegen                                  |  |  |       |  |  |                                         |  |  |                             |  |
|                                               |                                       | Elisabetta Carlotta di Nassau-Siegen                       | Guglielmo di Nassau-Siegen                                  |  |  |       |  |  |                                         |  |  |                             |  |
|                                               |                                       | Elisabetta Carlotta di Nassau-Siegen                       | ...                                                         |  |  |       |  |  |                                         |  |  |                             |  |
| Luigi Federico di Sassonia-Hildburghausen     |                                       | Elisabetta Carlotta di Nassau-Siegen                       |                                                             |  |  |       |  |  |                                         |  |  |                             |  |
|                                               | Giorgio Alberto I di Erbach-Schönberg | Giorgio III di Erbach-Breuberg                             |                                                             |  |  |       |  |  |                                         |  |  |                             |  |
|                                               | Giorgio Alberto I di Erbach-Schönberg | Giorgio III di Erbach-Breuberg                             |                                                             |  |  |       |  |  |                                         |  |  |                             |  |
|                                               | Giorgio Alberto I di Erbach-Schönberg | Maria di Barby-Mühlingen                                   |                                                             |  |  |       |  |  |                                         |  |  |                             |  |
| Giorgio Luigi I di Erbach-Erbach              | Giorgio Alberto I di Erbach-Schönberg |                                                            |                                                             |  |  |       |  |  |                                         |  |  |                             |  |
|                                               |                                       | Elisabetta Dorotea di Hohenlohe-Waldenburg-Schillingsfürst | Giorgio Federico II di Hohenlohe-Waldenburg-Schillingsfürst |  |  |       |  |  |                                         |  |  |                             |  |
|                                               |                                       | Elisabetta Dorotea di Hohenlohe-Waldenburg-Schillingsfürst | Giorgio Federico II di Hohenlohe-Waldenburg-Schillingsfürst |  |  |       |  |  |                                         |  |  |                             |  |
|                                               |                                       | Elisabetta Dorotea di Hohenlohe-Waldenburg-Schillingsfürst | Dorotea Sofia di Solms-Hohensolms                           |  |  |       |  |  |                                         |  |  |                             |  |
| Sofia Albertina di Erbach-Erbach              |                                       | Elisabetta Dorotea di Hohenlohe-Waldenburg-Schillingsfürst |                                                             |  |  |       |  |  |                                         |  |  |                             |  |
|                                               |                                       | Filippo Teodoro di Waldeck                                 | Volrado IV di Waldeck                                       |  |  |       |  |  |                                         |  |  |                             |  |
|                                               |                                       | Filippo Teodoro di Waldeck                                 | Volrado IV di Waldeck                                       |  |  |       |  |  |                                         |  |  |                             |  |
|                                               |                                       | Filippo Teodoro di Waldeck                                 | Anna di Baden-Hachberg                                      |  |  |       |  |  |                                         |  |  |                             |  |
| Amalia Caterina di Waldeck-Eisenberg          |                                       | Filippo Teodoro di Waldeck                                 |                                                             |  |  |       |  |  |                                         |  |  |                             |  |
|                                               |                                       | Maria Maddalena di Nassau-Siegen                           | Guglielmo di Nassau-Hilchenbach                             |  |  |       |  |  |                                         |  |  |                             |  |
|                                               |                                       | Maria Maddalena di Nassau-Siegen                           | Guglielmo di Nassau-Hilchenbach                             |  |  |       |  |  |                                         |  |  |                             |  |
|                                               |                                       | Maria Maddalena di Nassau-Siegen                           | Cristina di Erbach-Breuberg                                 |  |  |       |  |  |                                         |  |  |                             |  |
|                                               |                                       | Maria Maddalena di Nassau-Siegen                           |                                                             |  |  |       |  |  |                                         |  |  |                             |  |